# Mount Gester
Mount Gester ist ein vereister und 950 m hoher Berg nahe der Hobbs-Küste im westantarktischen Marie-Byrd-Land. Er ragt an der Wasserscheide zwischen dem Johnson- und dem Venzke-Gletscher südlich des Mount Kohnen und des Bowyer Butte auf.
Der United States Geological Survey kartierte ihn anhand eigener Vermessungen und Luftaufnahmen der United States Navy aus den Jahren von 1959 bis 1965. Das Advisory Committee on Antarctic Names benannte ihn 1974 nach Ronald L. Gester von der National Oceanic and Atmospheric Administration, der 1971 als Seismologe und Geomagnetiker auf der Byrd-Station tätig war.